# DJ 600V
DJ 600V, dawniej V.O.L.T., właściwie Sebastian Imbierowicz (ur. 1972) – polski producent muzyczny, DJ, prezenter radiowy, inżynier dźwięku, kompozytor, raper, autor tekstów i wydawca. Pionier i współtwórca sceny warszawskiej polskiego hip-hopu, jeden z pierwszych polskich profesjonalnych producentów hip-hopowych. Autor płyt producenckich i producent takich albumów, jak Skandal Molesty, czy składanka Smak B.E.A.T. Records. Współzałożyciel zespołu 1kHz i wydawnictwa B.E.A.T. Records. Produkował dla takich wykonawców, jak Wzgórze Ya-Pa 3, ZIP Skład, Fenomen, Mor W.A., OMP, Płomień 81, WWO, Ten Typ Mes, Fisz, VNM, Pih, czy donGURALesko. Laureat Złotego Fryderyka (2024, kategoria muzyki rozrywkowej).

## Życiorys
Sebastian Imbierowicz był w Warszawie studentem fizyki i w latach wczesnego rozwoju kultury hip-hopu w Polsce jednocześnie imprezowym DJ-em, promotorem hip-hopu (współpracownikiem od 1993 audycji radiowej „Kolorszok” Bogny Świątkowskiej), raperem i producentem muzyki hip-hopowej. Jako DJ grał na licznych imprezach, m.in. na cyklicznych hip-hopowych piątkach w warszawskich „Hybrydach”. Działalność radiowo-promocyjna ułatwiała mu nawiązywanie kontaktów w nowo powstającej branży, a znajomość technicznej aparatury sprawiły, że wkrótce stał się czołowym, czy z początku w ogóle jedynym twórcą tej nietradycyjnej dla polskiego rynku muzyki na profesjonalnym poziomie. Natomiast nieusatysfakcjonowany swoim stylem rapowania wkrótce odszedł od pisania i wykonywania tekstów. Jako centralny punkt kontaktowy i źródło oryginalnych bitów był kluczowym elementem rozwoju hip-hopowej kultury muzycznej – ze związanego z nim środowiska wyszło wielu sławnych dzisiaj raperów i producentów. Volt jest również od lat aktywny w różnych aspektach hip-hopowego biznesu, włączając działalność fonograficzną. Przez szereg lat 600V wypowiadał się na tematy związane z hip-hopem w swojej rubryce na łamach magazynu „Ślizg”.
Jego własny dorobek płytowy rozpoczyna się od zespołu 1 Killa Hertz (1kHz) założonego w 1994 z Janem Marianem. Wkrótce dołączył do nich Tede i w tym składzie nagrali swój utwór na składankę SP Records. Muzyka na pozostałych płytach w poniższym zestawieniu jest całkowicie lub w głównej mierze autorstwa DJ 600V.
Pierwsze podkłady Volta powstawały na PC 386 z kartą Gravis Ultrasound. Potem zakupił sampler Akai S 900, a następnie ośmioślad analogowy Tascam 238 Syncased i konsoletę Alesis 1604. Na tym sprzęcie powstały wszystkie kawałki 1 kHz. W późniejszym okresie dokupił cyfrowy ośmioślad Roland 800. Na tym zestawie nagrał składankę Smak B.E.A.T. Records.
W 1995 roku wyprodukował ścieżkę dźwiękową do filmu Graffiti dla TVP2.
W 2024 otrzymał nagrodę Złoty Fryderyk za całokształt dokonań artystycznych.

## Dyskografia
Albumy
| Rok                        | Album                                                                                        | Pozycja na liście | Sprzedaż / Certyfikat |
| Rok                        | Album                                                                                        | POL               | Sprzedaż / Certyfikat |
| -------------------------- | -------------------------------------------------------------------------------------------- | ----------------- | --------------------- |
| 1998                       | Produkcja hip-hop - Data: 1 lipca 1998 - Wydawca: R.R.X.                                     | –                 | - POL: 20 tys.+       |
| 1999                       | Szejsetkilovolt - Data: 6 lipca 1999 - Wydawca: R.R.X.                                       | –                 |                       |
| 2001                       | Wkurwione bity - Data: 31 marca 2001 - Wydawca: R.R.X.                                       | 15                |                       |
| 2001                       | V6 - Data: 21 sierpnia 2001 - Wydawca: R.R.X.                                                | –                 |                       |
| 2003                       | 600°C - Data: 30 czerwca 2003 - Wydawca: Terror Muzik                                        | 24                |                       |
| 2004                       | Style (operacja zrób to głośniej) - Data: 6 grudnia 2004 - Wydawca: Fonografika              | –                 |                       |
| 2006                       | Na bitach 600V - historia polskiego hip hopu - Data: 26 czerwca 2006 - Wydawca: Camey Studio | –                 |                       |
| 2010                       | Global Hood Music (oraz Ron G) - Data: 12 marca 2010 - Wydawca: Fonografika                  | –                 |                       |
| 2010                       | Prosto Mixtape 600V - Data: 26 kwietnia 2010 - Wydawca: Prosto                               | 5                 | - ZPAV: złota płyta   |
| 2011                       | Klasyk Mixtape: Prolog - Data: 30 marca 2011 - Wydawca: Klasyk                               | –                 |                       |
| 2014                       | Since ’94 (oraz Jack the Ripper) - Data: 10 maja 2014 - Wydawca: V6 Label                    | –                 |                       |
| „–” album nie był notowany |                                                                                              |                   |                       |

Notowane utwory
| Rok  | Tytuł                                   | Pozycja na liście | Album |
| Rok  | Tytuł                                   | SLiP              | Album |
| ---- | --------------------------------------- | ----------------- | ----- |
| 2003 | „Merctedes S600” (gościnnie: Tede)      | 26                | 600°C |
| 2004 | „Wychylyłybymy” (gościnnie: K.A.S.T.A.) | 28                | 600°C |

Inne
| Rok  | Album                                                            | Uwagi | Źródło |
| ---- | ---------------------------------------------------------------- | --- | ------ |
| 1997 | Smak B.E.A.T. Records (kompilacja)                               | produkcja utworów „Reprezentuję moich ludzi”, „Muzyka, blunty i słodycze”, „Osiedlowe akcje”, „Tak jak chcesz, „Dwukrotniecałkowiciewyczesany”, „Niemals atoppen”, „Dźwięk jest poza kontrolą”, „Sprawdź to”, „Słowo”, „Nie dla sławy i nie dla pieniędzy” i „1 Khz” oraz remiks utworów „Rymoholiko” i „Reprezentuję moich ludzi”                                                    | [ 20 ] |
| 1998 | Enigma prezentuje: 0-22-Underground vol. 1 (kompilacja)          | produkcja utworu „Peace Do Emsis” | [ 21 ] |
| 1998 | Klan CD#02 (kompilacja)                                          | produkcja utworu „Pionierski krok” | [ 22 ] |
| 1998 | Osiedle pełne rymów czyli hip hop jak okiem sięgnąć (kompilacja) | produkcja utworów „Dźwięki stereo”, „Unoszę głowę” i „Zróbcie miejsce zdeka” oraz remiks utworów „Mam to co ty”, „Wspólna scena”, „Zabić ten hałas” i „Ano bo ty” | [ 23 ] |
| 1998 | Hiphopowy raport z osiedla w najlepszym wykonaniu (kompilacja)   | produkcja utworów „Intro”, „Coś się rozkręca”, „Dla tych”, „Którzy się odwrócili”, „Koncerty”, „Cokolwiek (co spędza sen z powiek)”, „Rapgra”, „Dla sprawy”, „Na krawędzi”, „Pytasz, kim jestem”, „Miłość braterska”, „Nie warto”, „Bez morału”, „Co robisz, co broisz”, „Pnoumatik” i „Środek wyrazu” oraz remiks utworów „Jak się poruszać po mieście”, „Omp” i „Chwilowe urojenie” | [ 24 ] |
| 2000 | Hiphopowy raport z osiedla 2000 (kompilacja)                     | produkcja utworów „Płyta-start”, „Trzeba sobie radzić”, „Hiphopowy ring”, „Czarne słońce”, „Nie mi to oceniać”, „Wyjść na prostą”, „Rób swoje”, „Granica między rzeczywistością a fikcją”, „Każdy ma prawo”, „Urodzeni po to”, „Do dołu głowa”, „Kontakty”, „Niewłaściwa postawa”, „Potrafisz wziąć swoje” i „Płyta-stop”                                                             | [ 25 ] |
| 2001 | Blokersi (ścieżka dźwiękowa)                                     | wykonanie skitów „Moi rodzice boją się mojej muzyki” i „Hip hop jest kroniką życia” oraz produkcja utworu „Jestem tutaj” | [ 26 ] |
| 2003 | VIVA Hip Hop vol.3 (kompilacja)                                  | produkcja utworu „Merctedes S600” | [ 27 ] |
| 2004 | Hiphopstacja 2 (kompilacja)                                      | produkcja utworu „Wychylylybymy” | [ 28 ] |
| 2004 | To jest hip-hop vol.1 (kompilacja)                               | produkcja utworów „Tabu”, „Spadam” i „Nie oddawaj duszy” | [ 29 ] |
| 2004 | VIVA Hip Hop vol.4 (kompilacja)                                  | produkcja utworu „Ideału potęga” | [ 30 ] |
| 2009 | Road Rap Hit Vol.1 (kompilacja)                                  | produkcja utworów „Ideału potęga”, „Dziękówa dla chłopaków”, „Merctedes S600” i „Spadam” | [ 31 ] |
| 2009 | Road Rap Hit Vol.2 (kompilacja)                                  | produkcja utworów „Pieniążek”, „Unoszę głowę”, „Kooperacja”, „A łzy płyną” i „Grasz dalej” | [ 32 ] |
| 2011 | Grube jointy 2: karani za nic (kompilacja)                       | scratche w utworze „Scratch” oraz produkcja utworów „Sprawa w toku”, „Natura” i „Nigdy nie wiesz” | [ 33 ] |

## Teledyski
| Rok  | Tytuł                                   | Reżyseria / Realizacja | Album                             | Źródło |
| ---- | --------------------------------------- | ---------------------- | --------------------------------- | ------ |
| 2003 | „Merctedes S600” (gościnnie: Tede)      |                        | 600°C                             | [ 34 ] |
| 2004 | „Wychylylybymy” (gościnnie: K.A.S.T.A.) |                        | 600°C                             | [ 35 ] |
| 2004 | „Bujaka!” (gościnnie: Analogia)         |                        | Style (operacja zrób to głośniej) | [ 36 ] |
| 2007 | „Esencja” (gościnnie: Numer Raz)        | 600V, Softsport        | Style (operacja zrób to głośniej) | [ 37 ] |

## Filmografia
| Rok  | Tytuł                       | Uwagi                                                                                                 | Źródło |
| ---- | --------------------------- | --- | ------ |
| 1995 | Kielce – Czyli Polski Bronx | film dokumentalny, reżyseria: Bogna Świątkowska, Marek Lamprecht                                      | [ 38 ] |
| 2001 | Blokersi                    | film dokumentalny, reżyseria: Sylwester Latkowski                                                     | [ 39 ] |
| 2001 | Mówią bloki człowieku 2     | film dokumentalny, reżyseria: Joanna Rechnio                                                          | [ 40 ] |
| 2014 | Pionierzy stylu – Włodi     | film dokumentalny, realizacja: Michał Kowal, Jacek „Merd” Wszoła, Piotr „Steez” Szulc, Kamil Sołdacki | [ 41 ] |